# Socialisme revolucionari

Els socialistes revolucionaris solen utilitzar l'estel vermell com a símbol.

El socialisme revolucionari és la ideologia que es refereix a les tendències socialistes que advoquen per la necessitat del derrocament de capitalisme mitjançant la revolució, pels moviments de masses de la classe obrera, com una estratègia d'aconseguir una societat socialista. Aquest terme anticapitalista és principalment sinònim del marxisme. Això és usat en contrast amb el reformisme de la socialdemocracia, que no és anticapitalista, i la propugnació de millorar gradualment el capitalisme. El socialisme revolucionari també existeix en contrast amb el concepte dels petits grups revolucionaris que aconsegueixen el poder sense el suport de les masses populars, conegut com a blanquisme.